# Tatyana Omelçenko
Tatyana Omelçenko (in ucraino Тетяна Сергіївна Омельченко?, Tetjana Serhiïvna Omel'čenko; 23 aprile 1994) è una lottatrice ucraina naturalizzata azera, specializzata nella lotta libera.

## Palmarès
- Europei

Novi Sad 2017: bronzo nei 60 kg.
Kaspisk 2018: bronzo nei 59 kg.
Bucarest 2019: bronzo nei 62 kg.
Roma 2020: bronzo nei 62 kg.